# Wall of light black
Wall of light black is een compositie van de Spaanse componist Mauricio Sotelo uit 2006. Het werk, dat op verzoek van musikFabrik werd gecomponeerd, is het best in te delen als saxofoonconcert.
Wall of light black is terug te voeren op schilderijen van Sean Scully, waarvan de componist bewonderaar is. De muziekstijl is flamenco. De solist beweegt zich als een scherpe lijn van donker licht, die door de Toná-variant van de flamenco heensnijdt. De Toná is de variant binnen de flamenco’s de flamenco van de zielsangst (Stem van pijn; lied van zuchten aldus F. de Herrera). Om dat effect te krijgen speelt de solist in een microtoonomgeving tegen het ensemble aan; het geeft de muziek een haast ondraaglijke somberheid mee, terwijl de saxofoon in andere muziek meestentijds de muziek opvrolijkt door haar lichte klank.
De eerste uitvoering werd gegeven in Funkhaus Wallrafplatz in Keulen op 27 augustus 2006 door musikFabrik onder leiding van Brad Lubman met Marcus Weiss als solist. Scully was daarbij aanwezig, zijn schilderij is niet echt vrolijk.

## Orkestratie
- 1e dwarsfluit; 1e hobo, 1e klarinet tevens basklarinet; 1e fagot
- 1e hoorn, 1e trompet, 1e trombone, 1e tuba;
- 2 man / vrouw percussie; piano
- 1e viool, 2e viool, 1 altviool, 1e cello, 1e contrabas

## Discografie
- Uitgave Kairos: musikFabrik o.l.v. Lubman met Weiss